# اروالیا
اروالیا (به پرتغالی: Ervália) یک شهرداری در برزیل است که در میناز ژرایس واقع شده‌است. اروالیا ۳۵۷٫۴۸۹ کیلومتر مربع مساحت و ۱۸٬۹۵۸ نفر جمعیت دارد و ۸۰۰ متر بالاتر از سطح دریا واقع شده‌است.